# Trois Marins dans un couvent
Pour plus de détails, voir Fiche technique et Distribution.
Trois Marins dans un couvent est un film français réalisé par Émile Couzinet, sorti en 1950.

## Fiche technique
- Titre : Trois Marins dans un couvent
- Réalisation : Émile Couzinet
- Scénario : Émile Couzinet, Auguste Duport et Saint-Hilaire
- Dialogues : Robert Eyquem
- Décors : Serge Renetteau
- Photographie : Pierre Dolley
- Son : Julien Coutellier
- Montage : André Sarthou et Henriette Wurtzer
- Musique : Vincent Scotto
- Société de production : Burgus Films
- Pays d'origine :  France
- Format :  Noir et blanc - 35 mm - Son mono
- Genre : Comédie
- Durée : 80 minutes
- Date de sortie : 
  - France - 13 octobre 1950

## Distribution
- Frédéric Duvallès
- Raphaël Patorni
- Jacqueline Dor
- Michel Barbey
- Marcel Vallée
- Germaine Stainval